# Mehlsdorf (Ihlow)
Mehlsdorf ist ein Ortsteil der Gemeinde Ihlow im Süden des Landkreises Teltow-Fläming in Brandenburg. Der Ort gehört dem Amt Dahme/Mark an und war bis zum 31. Dezember 2001 eine eigenständige Gemeinde.

## Lage
Der Ortsteil liegt südlich des Gemeindezentrums im äußersten Südwesten des Niederen Flämings am Übergang in den Lausitzer Grenzwall. Nordöstlich ist der weitere Ortsteil Niendorf. Es folgen im Uhrzeigersinn der Ihlower Ortsteil Bollensdorf, der Ortsteil Knippelsdorf der Stadt Schönewalde, schließlich Schönewalde im Westen sowie Rinow, ein Ortsteil der Gemeinde Niederer Fläming. Im Norden der Gemarkung befindet sich das Ländchen Bärwalde, östlich hiervon das Waldgebiet Niendorfer Holz. Der Ort selbst wird von einem Erlenbruchwald, dem Mehlsdorfer Busch, umgeben. Zu Mehlsdorf gehört der Gemeindeteil Karlsdorf im Osten der Gemarkung.

## Geschichte und Etymologie

### 13. bis 18. Jahrhundert

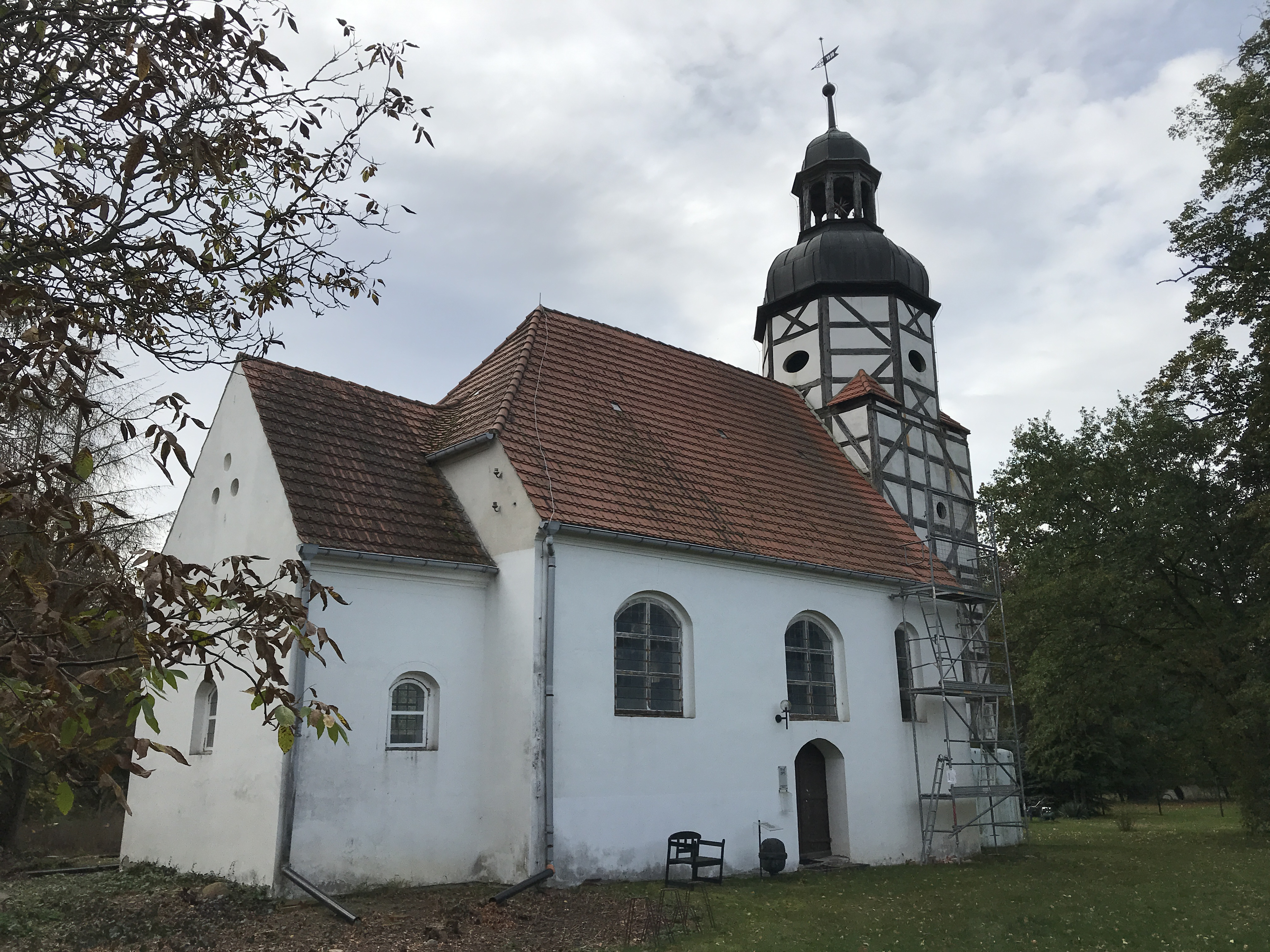
Dorfkirche Mehlsdorf

Der Ort wurde im Jahr 1376 erstmals als Melistorff in einer Urkunde erwähnt und befand sich zu dieser Zeit im Besitz des Fürstentums Sachsen-Weißenfels. Das Literarische Colloquium Berlin vermutet, dass der Name slawischen Ursprungs ist und sich von Mehlis zu Mehlisdorp entwickelte. Mehlsdorf entwickelte sich zu einem linsenförmigen Angerdorf. In der Chronik der Stadt Dahme und Umgebung ist beschrieben, dass der Ort 1518 von Albrecht von Brandenburg gegen eine Zahlung von 700 Gulden von den Gebrüdern und Vettern von Leipzig an Tietze Raschke verliehen wurde. Nach dessen Tod kam der Ort 1537 an die Brüder Georg Dietrich Wolf und Albrecht Raschke. Albrechts Nachfolger erneuerte den Bund und so kam Mehlsdorf im Jahr 1546 an Hans Raschke. Nach dessen Tod gelangte das Gut an Raschkes Enkel, Albrecht Raschke, der wiederum 1638 im Dreißigjährigen Krieg starb. Da auch sein Sohn, so die Chronik weiter „nichts hatte von sich hören lassen“, verfügte der Kurfürst Johann Georg I., das der Ort nunmehr dem Amtshauptmann Melchior von Schlomach gehören solle. Im 16. Jahrhundert errichteten Handwerker eine Dorfkirche. Diese war am 30. August 1658 Ziel einer Visitation. Im Ergebnis wurde der Ort nunmehr nicht mehr aus Dahme/Mark, sondern vom Pfarrer in Ihlow seelsorgerisch betreut. Das Dehio-Handbuch berichtet, dass es im Jahr 1666 unter dem damaligen Gutsherren Melchior von Schlomach zu einem „eingreifenden Umbau“ kam. Einige Jahrzehnte später errichteten Handwerker den Westturm. Nachdem Melchior verstorben war, übernahm sein Sohn Ernst Friedrich von Schlomach das Gut, der es an seine Tochter weiterreichte, die es wiederum an Sybilla Eleonore von Haake verlieh. Zu einem späteren Zeitpunkt, etwa 1750, gelangte der Ort über den Erbgang, eine Schlomach-Tochter heiratete einen Kleist, in den Besitz der Familie von Kleist. Die Chronik dieser Familie benennt 1745 und formuliert die Begründung mit „durch Vermittlung des Königs“, also auf Anweisung. Sie errichteten im Ort ein Gutshaus. 1837 besteht der Ort aus dem Dorf und dem Rittergut der Frau Oberst von Brockhusen, Auguste, geborne Kleist, nebst einem Vorwerk im Eichthale. Kurzzeitig besaß der spätere Generalmajor Wilhelm von Brockhausen Mehlsdorf, durch Heirat  mit Augusta von Kleist. Da ohne Erben blieb das Gut den Kleist. Die Geschichte der Kleist auf Mehlsdorf beginnt mit Graf Wilhelm Kleist-Loss (1862–1907), der wiederum ebenso Besitzer von Werchau bei Schlieben war. Im erstmals publizierten amtlichen Generaladressbuch der Rittergutsbesitzer von Preußen und Brandenburg 1879 hatte Gut Mehlsdorf eine Größe von 337,72 ha, der Pächter hieß Oberamtmann Koch. Mehlsdorf mussten die teils in Dresden lebenden Nachfahren, Witwe Erica Pockrandt und Sohn Graf Dennis (1904–1988), bereits 1922 an den preußischen Staat abgeben. Unter der Titulatur der Gräflich Kleist`schen Erben standen im Vorjahr noch die 338,20 ha, der Name des Pächters Hr. Tunge. Das andere Gut Werchau wurde dann 1938 verkauft. Von Mehlsdorf blieb trotz offizieller Quelle im Landwirtschaftlichen Adressbuch für die Provinz Brandenburg ein mit unbekannter Größe so genanntes Restrittergut, neuer Besitzer war der Berliner Nervenarzt Leopold Bürger, welcher als Privatdozent und Hofarzt agierte. Nennenswerte Höfe über 20 ha weist diese Fachliteratur nicht aus.

### 19. bis 21. Jahrhundert
Bratring dokumentierte in seiner 1805 erschienenen Statistisch-topographischen Beschreibung der gesammten Mark Brandenburg für Mehlsdorf 25 Feuerstellen. 155 Menschen bewirtschafteten 40 Hufe. Die Verwaltung lag beim Amt Zinna; kirchlich war der Ort nach Felgentreu eingepfarrt. Nach dem Wiener Kongress kam Mehlsdorf 1815 vom Königreich Sachsen zum Königreich Preußen und damit zum Landkreis Jüterbog-Luckenwalde im Regierungsbezirk Potsdam der Provinz Brandenburg. Die Einwohnerzahl schwankte nur unwesentlich. Aus dem Ortschafts-Verzeichniß des Regierungs-Bezirks Potsdam nach der neuesten Kreiseintheilung vom Jahre 1817 ist Mehlsdorf noch nicht registriert. In einem Staatslexikon von Sachsen von 1819 datiert die ehemalige Zugehörigkeit zum Herzogtum Sachsen, Fürstentum Querfurt. 1837 erschien das Königliche Amtsdorf in der Topographie der Untergerichte der Kurmark Brandenburg und der dazugeschlagenen Landesteile mit dem Hinweis, dass die Gerichtsbarkeit beim Land- und Stadtgericht in Luckenwalde lag. 1915 bestand die Gemarkung von Mehlsdorf aus 267,5 ha, ohne Rittergutsfläche. Für 1926 weist der Heimatkalender des Kreises Jüterbog-Luckenwalde 153 Einwohner aus. Das Gutshaus aus dem 18. Jahrhundert wurde nach dem Zweiten Weltkrieg abgerissen.
Im Zug der Kreisreform der DDR wurde der Landkreis mit Wirkung zum 25. Juli 1952 aufgelöst und kam zum Kreis Luckau des Bezirks Cottbus. Am 24. März 1961 erlegte der Förster Werner Schmidt aus Ihlow im Mehlsdorfer Busch den letzten Wolf. Das Tier ging als Würger von Ihlow in die regionale Literatur ein; das Präparat ist im Stadtmuseum in Jüterbog ausgestellt. An den Abschuss erinnert ein Gedenkstein an der Straße nach Rinow, der sogenannte Wolfsstein. Er steht im 21. Jahrhundert unter Denkmalschutz. Am 17. Februar 1968 wurde der Ortsteil Karlsdorf aus der Nachbargemeinde Bollensdorf nach Mehlsdorf umgegliedert. Nach der Wende kam die Gemeinde Mehlsdorf im Zuge der der Kreisreform im Dezember 1993 in den Landkreis Teltow-Fläming und wurde schließlich am 31. Dezember 2001 nach Ihlow eingemeindet.

## Kultur und Sehenswürdigkeiten

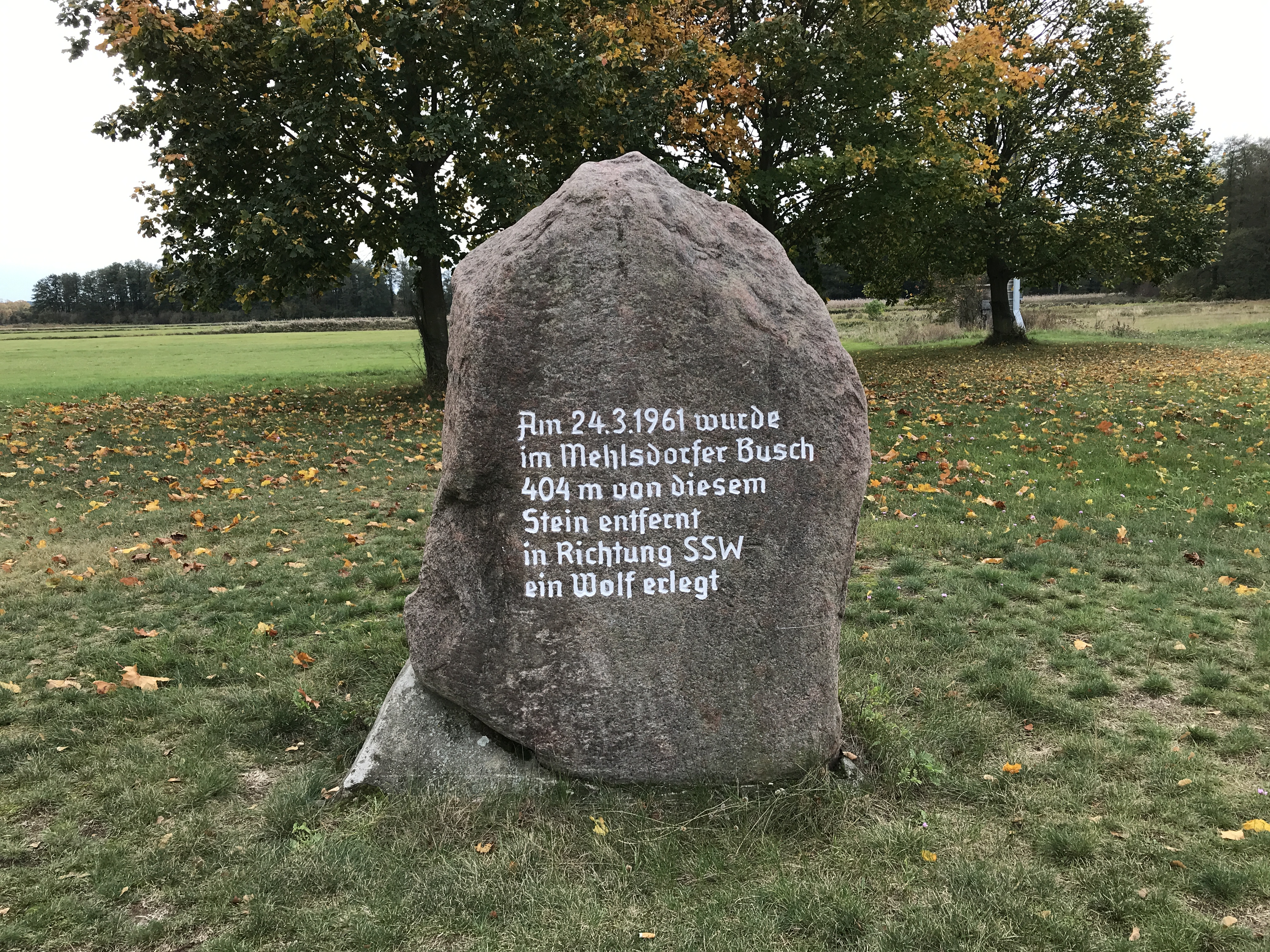
Wolfsstein

- Die Dorfkirche Mehlsdorf ist ein Putzbau aus Feld- und Mauerstein aus dem Jahr 1665. Im Innern steht unter anderem ein Kanzelaltar aus der zweiten Hälfte des 17. Jahrhunderts.
- Gutspark
- Wassermühle am Schweinitzer Fließ
- Wolfsstein an der Straße Richtung Rhinow; dort wurde 1961 der letzte Wolf geschossen.
- Jährlich findet an einem Samstag im September ein Pflaumenmus-Fest statt.[27]

## Wirtschaft und Infrastruktur

### Wirtschaft
Der Ort ist überwiegend von der Landwirtschaft geprägt.

### Verkehr
Die Hauptstraße Mehlsdorf führt in West-Ost-Richtung durch den Ort und verbindet Mehlsdorf mit Rinow im Westen und Bollensdorf im Osten. Über diese Anbindung besteht auch eine Verbindung zur Bundesstraße 102. Über die Buslinie 773 ist der Ort an Dahme/Mark angebunden.